# Kurt Peball
Kurt Peball (* 24. Juli 1928 in Bleiberg; † 7. November 2009 in Klosterneuburg) war ein österreichischer Historiker. Er war Generaldirektor des Österreichischen Staatsarchivs.

## Leben
Sein Vater war Beamter bei der Bleiberger Bergwerks Union. Von 1941 bis 1945 besuchte Peball eine Oberschule für Knaben und Mädchen in Wolfsberg, Kärnten. 1949 erfolgte die Matura am Peraugymnasium (Realgymnasium) für Knaben und Mädchen in Villach. Von 1949 bis 1953 nahm er ein Studium der Geschichte, Germanistik und Philosophie an der Universität Graz auf. 1953 folgte die Promotion bei Karl Eder zum Dr. phil. (Dissertationsthema: Untersuchung zur Quellenlage der Annales Ferdinandei 1578–1637 des Grafen Franz Christoph Khevenhüller-Frankenburg 1588–1655).
Der Vorbereitungs- und Ausbildungskurs (Hauptkurs) am Institut für österreichische Geschichtsforschung an der Universität Wien wurde bei Leo Santifaller abgeschlossen mit der Staatsprüfung 1956. Als wissenschaftliche Hilfskraft am Institut für Österreichische Geschichtsforschung und Stipendiat am österreichischen Kulturinstitut in Rom war er mit Forschungsarbeiten zur Edition der Register Papst Innozenz III. (1198–1216) im Vatikanischen Archiv betraut.
Dann erfolgte der Eintritt in das Österreichische Staatsarchiv in Wien, Abteilung Kriegsarchiv als Leiter der Archivabteilung 2 des Kriegsarchivs mit den Referaten: Alte Feldakten (16. Jahrhundert bis 1914, mit Memoires und Kriegswissenschaftliche Manuskriptensammlung), Schriftennachlässe, Archive des k.u.k Generalstabs und des k.u.k Armeeoberkommandos 1914–1918 sowie Neue Feldakten (Akten der k.u.k und k.k. Verbände und Einheiten sowie deren Versorgung 1914–1918), Auszeichnungen und Orden, Archiv des Militär-Maria-Theresien-Ordens, und Archiv des Bundesheeres der ersten Republik Österreich 1919–1938/1940 (Zentralstellen, Verbände und Einheiten). Er war provisorischer Leiter (Direktor) der Abteilung Archiv für Verkehrswesen des Österreichischen Staatsarchivs und zugleich mit der Führung der Agenden des Leiters der Präsidialabteilung 5 Verkehrswissenschaftlicher Fachdienst des Bundesministeriums für Verkehrs betraut.
Peball war Mitglied des Verbandes österreichischer Archivare, der Commission Autrichienne d’Histoire Militaire und der Geisteswissenschaftlichen Sektion der österreichischen UNESCO-Kommission. Der Vizepräsident der Kommission zur Erforschung der Geschichte Österreichs 1918–1938 und der Österreichischen Gesellschaft für historische Quellenstudien erhielt eine Ernennung zum Hofrat.
Stellvertreter des Generaldirektors des Österreichischen Staatsarchivs war er vom 30. Juli 1983 bis 31. Dezember 1986, dann wurde er Leiter (Direktor) der Abteilung Archiv der Republik des Österreichischen Staatsarchivs vom 31. August 1983 bis 31. Juli 1989. Peball war Generaldirektor des Österreichischen Staatsarchivs und Leiter des Österreichischen Archivamts vom 2. Jänner 1987 bis 31. Dezember 1993.
Er war Vorstandsmitglied des Verbandes österreichischer Archivare und Präsident der Österreichischen Gesellschaft für historische Quellenstudien und Ehrenpräsident derselben Gesellschaft seit 1994, Vorstandsmitglied der Historischen Kommission der österreichischen Akademie der Wissenschaften sowie Mitglied des Exekutivkomitees des Internationalen Archivrats 1988 bis 1992.
Peball war verheiratet und Vater von vier Kindern.

## Schriften (Auswahl)
- Die Schlacht bei St. Gotthard-Mogersdorf 1664 (= Militärhistorische Schriftenreihe. H. 1). Österreichischer Bundesverlag, Wien 1964.
- Die Schlacht bei Dürnkrut am 26. August 1278. (= Militärhistorische Schriftenreihe. H. 10). Österreichischer Bundesverlag für Unterricht, Wissenschaft und Kunst, Wien 1968. (3. Auflage 1992)
- Die Kämpfe in Wien im Februar 1934 (= Militärhistorische Schriftenreihe. H. 25). Österreichischer Bundesverlag für Unterricht, Wissenschaft und Kunst, Wien 1974, ISBN 3-215-73223-8. (2. Auflage 1978)
- mit Walter Hummelberger: Die Befestigungen Wiens (= Wiener Geschichtsbücher. Bd. 14). Zsolnay, Wien u. a. 1974, ISBN 3-552-02606-1.
- (Hrsg. und bearb.): Conrad von Hötzendorf: Private Aufzeichnungen. Erste Veröffentlichungen aus den Papieren des k.u.k. Generalstabs-Chefs. Amalthea, Wien u. a. 1977, ISBN 3-85002-073-8.
- mit Peter Broucek: Geschichte der österreichischen Militärhistoriographie. Böhlau, Köln u. a. 2000, ISBN 3-412-05700-2.